# Big Rock
50°42′21″ пн. ш. 114°04′34″ зх. д. / 50.7059° пн. ш. 114.076° зх. д.

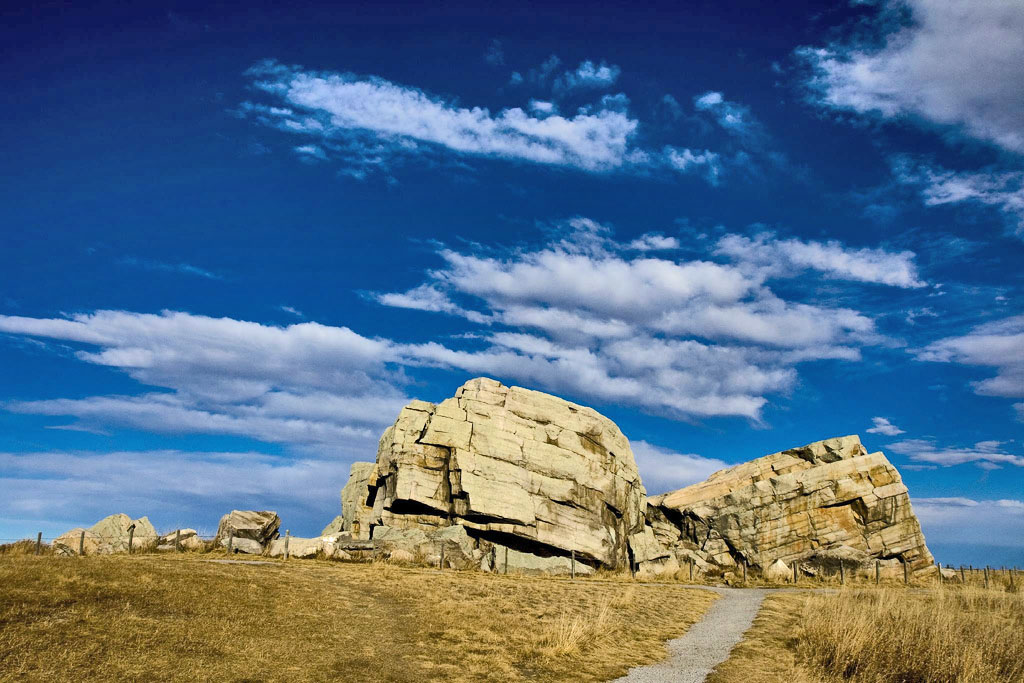
Ератичний валун Big Rock в провінції Альберта, за 15 км від Квебека. Вага кварцитового валуна 15 тис. т.

Big Rock, Біг-Рок, Велика скеля (також відома як Окоток) — ератичний валун вагою 16 500 тонн (18 200 тонн), який лежить на плоскій, відносно безликій поверхні канадських прерій в Альберті. Він є частиною 930-кілометрової (580 миль) ератичної вервечки валунів "Foothills Erratics", що складається з типових кутастих брил характерного кварциту та галькового кварциту.
Цей масивний кутовий валун, розбитий на дві основні частини, має розміри приблизно 41 на 18 метрів (135 на 60 футів) і висоту 9 м (30 футів). Він складається з товстошарового слюдистого польовошпатового кварциту від світло-сірого, рожевого до фіолетового кольору. Валун сильно потріскався від морозу, речовина неоднорідна. Біг-Рок розташований приблизно за 8 км (5 миль) на захід від міста Окотокс, Альберта, Канада, за 18 км (11 миль) на південь від Калгарі на південному сході.

## Інтернет-ресурси
- Government of Alberta: Okotoc Erratic – "The Big Rock" [Архівовано 15 серпня 2015 у Wayback Machine.], abgerufen am 21. Juni 2015
- University of Alberta Libraries [Архівовано 17 грудня 2009 у Wayback Machine.], abgerufen am 8. September 2009 (englisch)